# Sjoestedtacris badia
Sjoestedtacris badia är en insektsart som först beskrevs av Sjostedt 1930.  Sjoestedtacris badia ingår i släktet Sjoestedtacris och familjen gräshoppor. Inga underarter finns listade i Catalogue of Life.